# Jennifer Hermoso
Jennifer Hermoso (ur. 9 maja 1990 w Madrycie) – hiszpańska piłkarka, grająca na pozycji ofensywnej pomocniczki.
Jako zawodniczka FC Barcelony została najlepszą strzelczynią wszech czasów tej drużyny, co pozwoliło jej być królową strzelczyń ligi w latach 2016, 2017, 2020 i 2021. Hermoso była także królową strzelców w Lidze Mistrzyń w sezonie 2020/21.
W 2023 r. prezes RFEF Luis Rubiales pocałował Hermoso w usta na ceremonii wręczenia złotych medali mundialu kobiet na stadionie olimpijskim w Sydney. Wywołało to kryzys w hiszpańskim związku piłki nożnej, gdyż Hermoso ogłosiła, że doszło do tego wbrew jej woli, a w geście poparcia dla niej bojkot reprezentacji ogłosiło 60 hiszpańskich piłkarek.

## Osiągnięcia
- Damallsvenskan (wicemistrzostwo; 2013)[1]
- Division 1 Féminine (wicemistrzostwo; 2018)[1]
- Primera División Femenina (mistrzostwo; 2019, 2020, 2021, 2022)[1]
- Liga Mistrzyń UEFA (mistrzostwo; 2021)[1]
- Mistrzostwa Świata w Piłce Nożnej Kobiet 2023 (mistrzostwo; 2023)[1]